# Raul Boesel
Raul de Mesquita Boesel (Curitiba, Brasil; 4 de diciembre de 1957) es un piloto de automovilismo brasileño. Compitió en Fórmula 1 en 1982 y 1983, logrando un séptimo puesto como mejor resultado de carrera. Luego disputó la CART y la IndyCar Series, obteniendo ocho podios y el quinto puesto de campeonato en 1993.
Por otra parte, Boesel ganó el Campeonato Mundial de Resistencia de 1987, las 24 Horas de Daytona de 1988, y las 1000 Millas Brasileñas de 2002 y 2008. Sus logros le valieron que el Autódromo Internacional de Curitiba lleve su nombre.

## Inicios y ascenso a la Fórmula 1 (1974-1983)
Boesel se inició en el karting en 1974. Más tarde compitió en turismos y en 1979 en el Stock Car Brasil. A continuación se mudó al Reino Unido, donde disputó la Fórmula Ford 1600 en 1980 y concluyó tercero en la Fórmula 3 Británica en 1981. A fines de ese año, probó para el equipo McLaren de Fórmula 1.
March contrató a Boesel para correr en la temporada 1982 de Fórmula 1. Sus mejores resultados fueron un 8.º en Bélgica y un 9.º en Long Beach, que le significaron terminar el campeonato sin ningún punto. Pasó a pilotar para Ligier en 1983. Allí consiguió un 7.º lugar en Long Beach, un 9.º en San Marino y dos 10.º puestos que lo dejaron nuevamente sin unidades.

## Éxitos en CART y sport prototipos (1984-1994)
Tras su fracaso en Europa, Boesel corrió en la Fórmula 2 Sudafricana en 1984. En 1985 se unió a la serie CART, donde disputó dos temporadas para Dick Simon. En 1987 retonró a Europa para competir en el Campeonato Mundial de Resistencia para el equipo oficial de Jaguar. Ganó cinco de las diez carreras, por lo que ganó el título de pilotos y colaboró en la conquista del título de equipos. Tras su aventura en resistencia, corrió las dos fechas finales de la CART para Granatelli en sustitución de Roberto Guerrero.
Boesel ganó las 24 Horas de Daytona de 1988 para Jaguar y disputó dos fechas más del Campeonato IMSA GT. A continuación, volvió a disputar la temporada completa en la CART en 1988. Cambió al equipo Shierson, con el cual terminó octavo en el campeonato con cinco arribos entre los primeros cinco más un tercer lugar en el Marlboro Challenge. En 1989, Boesel llegó tercero en las 500 millas de Indianápolis y terminó 11.º en la tabla final. Boesel recaló en Truesports en 1990; sus mejores resultados fueron dos sextos puestos que lo dejaron en la 12.ª posición en el campeonato.
También en 1990, Boesel participó en tres fechas de la IMSA y dos del Mundial de Resistencia para Porsche. Jaguar volvió a contratarlo en 1991, esta vez para competir en la IMSA, donde terminó sexto con una victoria. Ese mismo año, llegó segundo en las 24 Horas de Le Mans para Jaguar y disputó una fecha del Campeonato Japonés de Sport Prototipos para Porsche.
Boesel retornó al equipo de Dick Simon de la CART en 1992, al sustituir a un lesionado Hiro Matsuhita. Un séptimo lugar en Indianápolis y un segundo lugar en Detroit en sus dos primeras apariciones le permitieron permanecer en la butaca, cosechar otro podio y terminar noveno en el campeonato. Permaneció en el equipo en 1993, año en que arribó segundo en tres ocasiones y cuarto en cuatro (una de ellas en las 500 millas de Indianápolis), lo que le valió terminar quinto en el campeonato. Boesel quedó séptimo en el campeonato 1994, con un segundo puesto y tres cuartos como mejores resultados.

## Años finales en CART e IndyCar (1995-2002)
Para 1995, Boesel dejó el equipo de Dick Simon y se unió a Rahal-Hogan, con el cual fue 16.º en el clasificador final. Team Green lo contrató en 1996 para sustituir a Jacques Villeneuve, el campeón reinante y nueva incorporación del equipo Williams F1. Sin embargo, Boesel tuvo un mal año y resultó 22.º 1997 fue su último año en la CART, Boesel pilotó para Patrick Racing, con el cual cosechó un tercer puesto y dos cuartos y finalizó 10.º.
Boesel pasó a la IndyCar Series en 1998, donde terminó 20.º corriendo para McCormack. También fue cuarto en la clase GT1 del Campeonato IMSA GT. En 1999 disputó tres fechas de la IndyCar para McCormack y tres para Brant, terminendo quinto en una ocasión, y corrió una fecha de la CART para Green y dos para Gurney. En 2000 volvió a correr en Indianápolis, en este caso para Treadway. Volvió a clasificar para esa carrera en 2001, pero debió dejar que largue en su lugar Arie Luyendyk. En 2002 participó en dos fechas para Menard y siete para Bradley, resultando quinto en una de ellas.
En la actualidad, Boesel es disc jockey de música electrónica.

## Resultados

### Fórmula 1
(Clave) (negrita indica pole position) (cursiva indica vuelta rápida)

| Año     | Equipo                         | 1       | 2       | 3       | 4     | 5       | 6        | 7       | 8       | 9       | 10      | 11      | 12      | 13      | 14      | 15      | 16     | Pos. | Puntos |
| ------- | ------------------------------ | ------- | ------- | ------- | ----- | ------- | -------- | ------- | ------- | ------- | ------- | ------- | ------- | ------- | ------- | ------- | ------ | ---- | ------ |
| 1982    | March Grand Prix Team          | RSA 15  |         |         |       |         |          |         |         |         |         |         |         |         |         |         |        | NC   | 0      |
| 1982    | Rothmans March Grand Prix Team |         | BRA Ret | USW 9   | SMR   | BEL 8   | MON DNPQ | USE Ret | CAN Ret | NED Ret | GBR DNQ | FRA DNQ | GER Ret | AUT DNQ | SUI Ret | ITA DNQ | LVG 13 | NC   | 0      |
| 1983    | Equipe Ligier Gitanes          | BRA Ret | USW 7   | FRA Ret | SMR 9 | MON Ret | BEL 13   | USE 10  | CAN Ret | GBR Ret | GER Ret | AUT DNQ | NED 10  | ITA DNQ | EUR 15  | RSA NC  |        | NC   | 0      |
| Fuente: |                                |         |         |         |       |         |          |         |         |         |         |         |         |         |         |         |        |      |        |